# Xian de Longzhou
Le xian de Longzhou (chinois simplifié : 龙州县 ; chinois traditionnel : 龍州縣 ; pinyin : Lóngzhōu Xiàn ; Zhuang : Lungzcou Yen ; français : Langur) est un district administratif de la région autonome Zhuang du Guangxi en Chine. Il est placé sous la juridiction de la ville-préfecture de Chongzuo.

## Démographie
La population du district était de 260 200 habitants en 2010, dont 95 % de Zhuang, groupe ethnique principalement concentré dans cette région.

## Économie
En 2010, le PIB total a été de 4,6 milliards de yuans, et le PIB par habitant de 17 037 yuans.